# Ján Mathé
Ján Mathé (14. června 1922, Košice – 5. června 2012) byl slovenský sochař.
Sochařství studoval v letech 1945 až 1950 v Praze na Akademii výtvarných umění u Otakara Španěla. Po návratu do rodných Košic vytvořil několik děl, která se nacházejí na několika sídlištích. Také vytvořil známou plastiku Sám v košickém krematoriu. Mezi základní témata jeho tvorby patří lidský život, uvažování o jeho zrodu, hodnotě a ochraně.
V roce 1998 byla otevřena retrospektivní výstava jeho tvorby ve Vodních kasárnách Slovenské národní galerie v Bratislavě. V roce 2007 mu byla udělena Cena města Košice. Výstava pod názvem Ján Mathé & Pocty pro Jána Mathého byla uskutečnena v roce 2010 v Považské galerii umění v Žilině.
V rámci projektu Košice - Európske hlavné mesto kultúry 2013, bylo dne 19. ledna 2013 po Mathéovi pojmenováno bývalé Náměstí naděje na křižovatce Hlinkovy ulice a Národní třídy v Košicích.